# Wallfahrtskirche St. Anna (Harlaching)

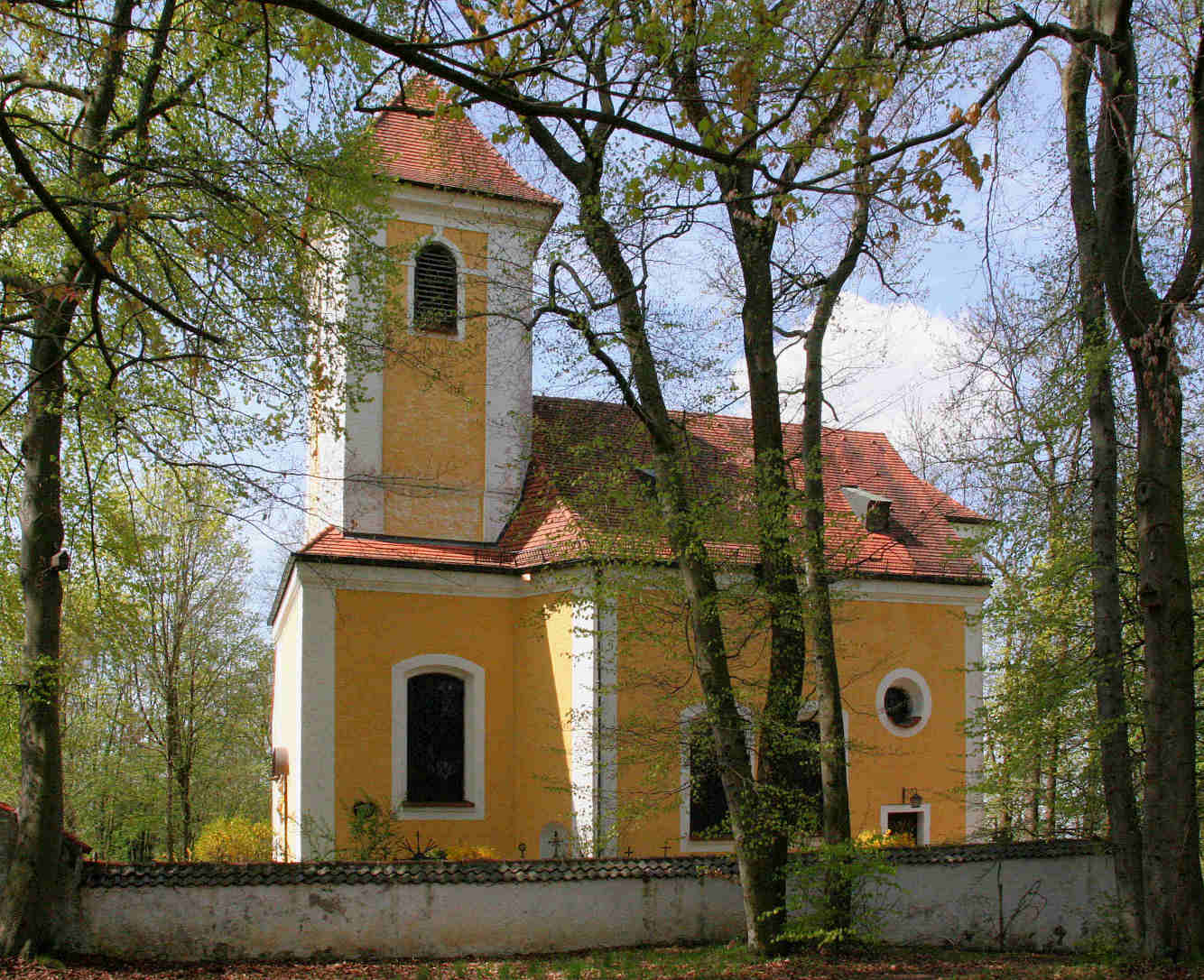
Das Anna-Kircherl, Ansicht von Norden

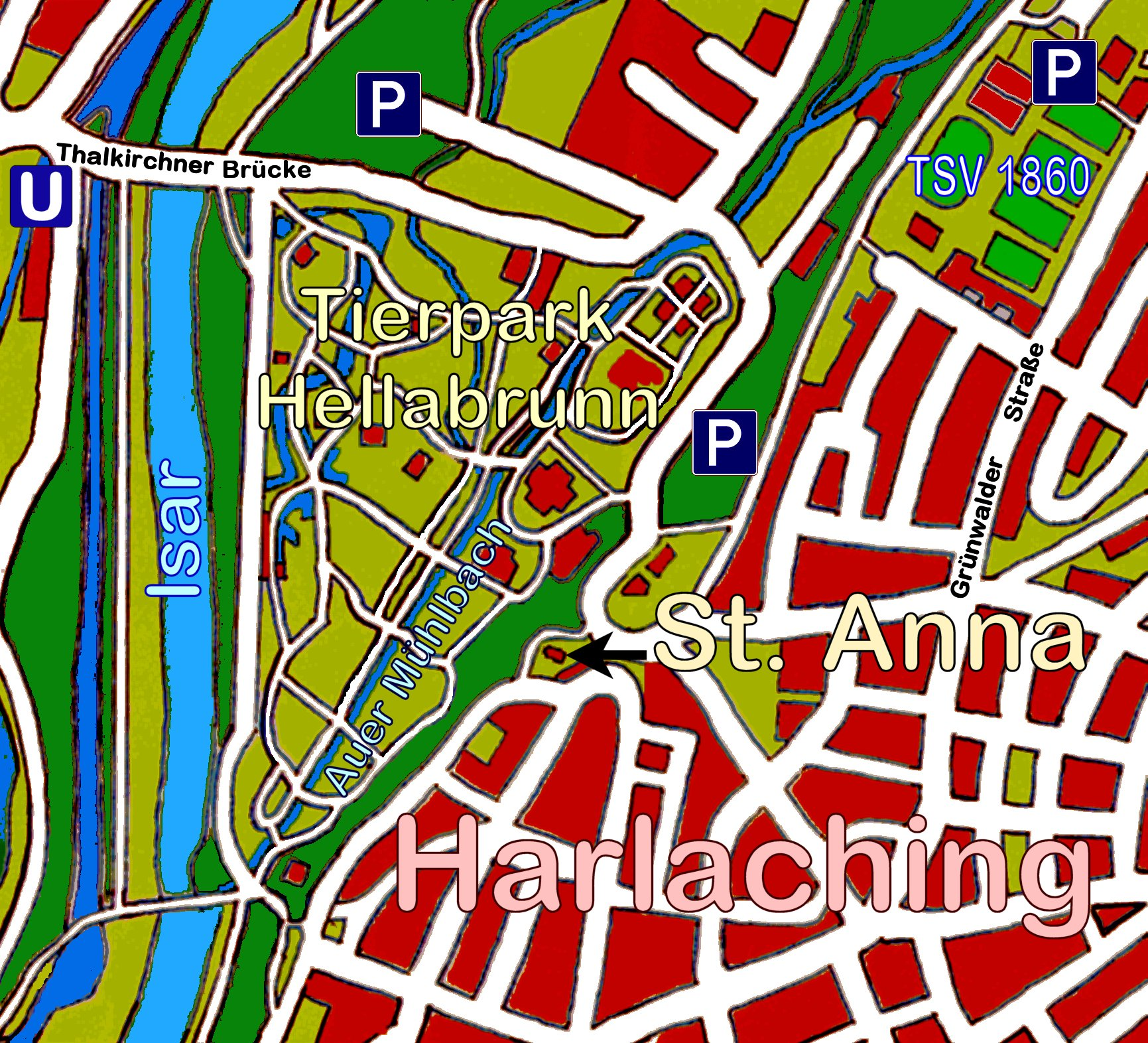
Lage von St. Anna in Harlaching

Die römisch-katholische Wallfahrtskirche St. Anna im Münchner Stadtteil Harlaching liegt auf einer Nagelfluhplatte dicht am fast 30 Meter steil abfallenden Hang des östlichen Isar-Hochufers oberhalb des Tierparks Hellabrunn. Die heutige Kirche entstand aus einem wohl in der Mitte des 12. Jahrhunderts erstmals ausgeführten Kirchenbau (lat. ecclesia Hadelaichen) im Kern des damaligen Dorfes, das der Ursprung des heutigen Stadtteils Harlaching ist. Die erste verbürgte Erwähnung des Patroziniums der heiligen Anna, deren Festtag jährlich am 26. Juli gefeiert wird, stammt aus dem Jahr 1524. Reste der ursprünglichen Bausubstanz der Kirche sind im Chorturm erhalten.
Das äußere Erscheinungsbild des im allgemeinen Sprachgebrauch als St.-Anna-Kircherl oder einfach Annakircherl bezeichneten Baus wurde seit der Entstehung wohl nicht wesentlich verändert und erinnert bis heute an eine spätromanische Dorfkirche, im Inneren erwartet den Besucher jedoch ein prachtvoll ausgestatteter Raum im Stil des Rokoko. Neben vielen anderen Kunstschätzen, die der Bau beherbergt, ist besonders das um 1500 entstandene Gnadenbild am Hochaltar zu erwähnen, welches als farbig gefasstes Holzbildwerk die heilige Anna selbdritt darstellt. Heute ist St. Anna eine beliebte Hochzeits- und Taufkirche und im September Wallfahrtsziel.

## Der Bau und seine Ausstattung

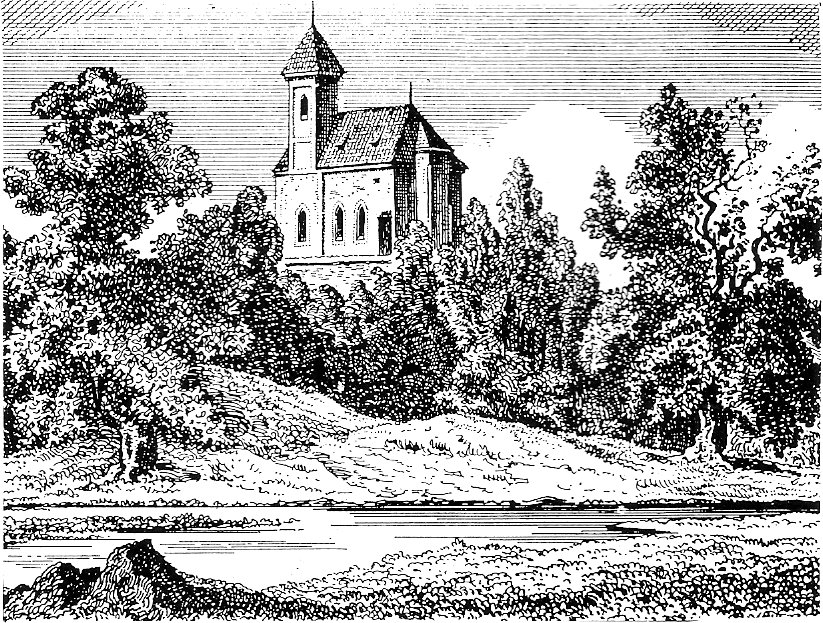
Stahlstich von Johann Poppel 1850

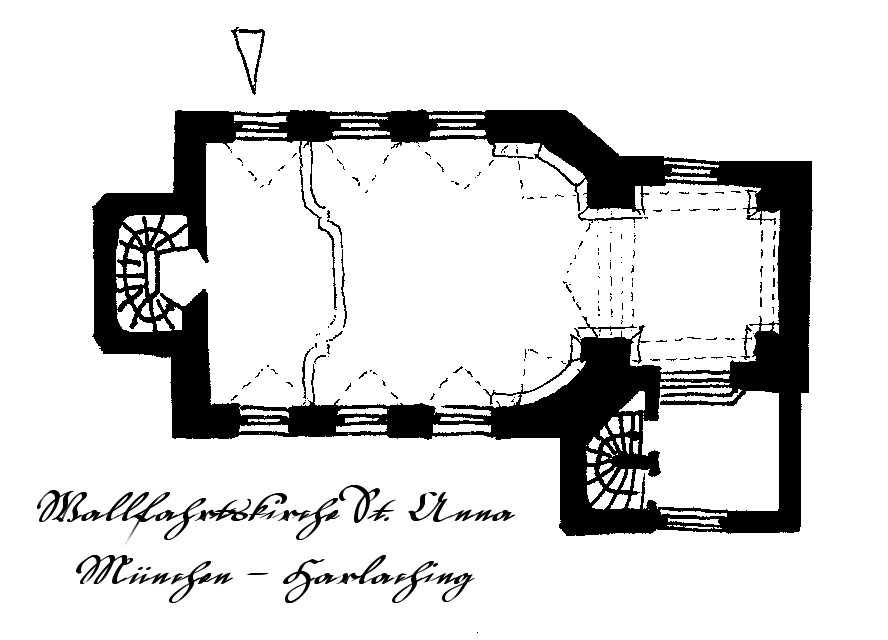
Grundriss der Kirche

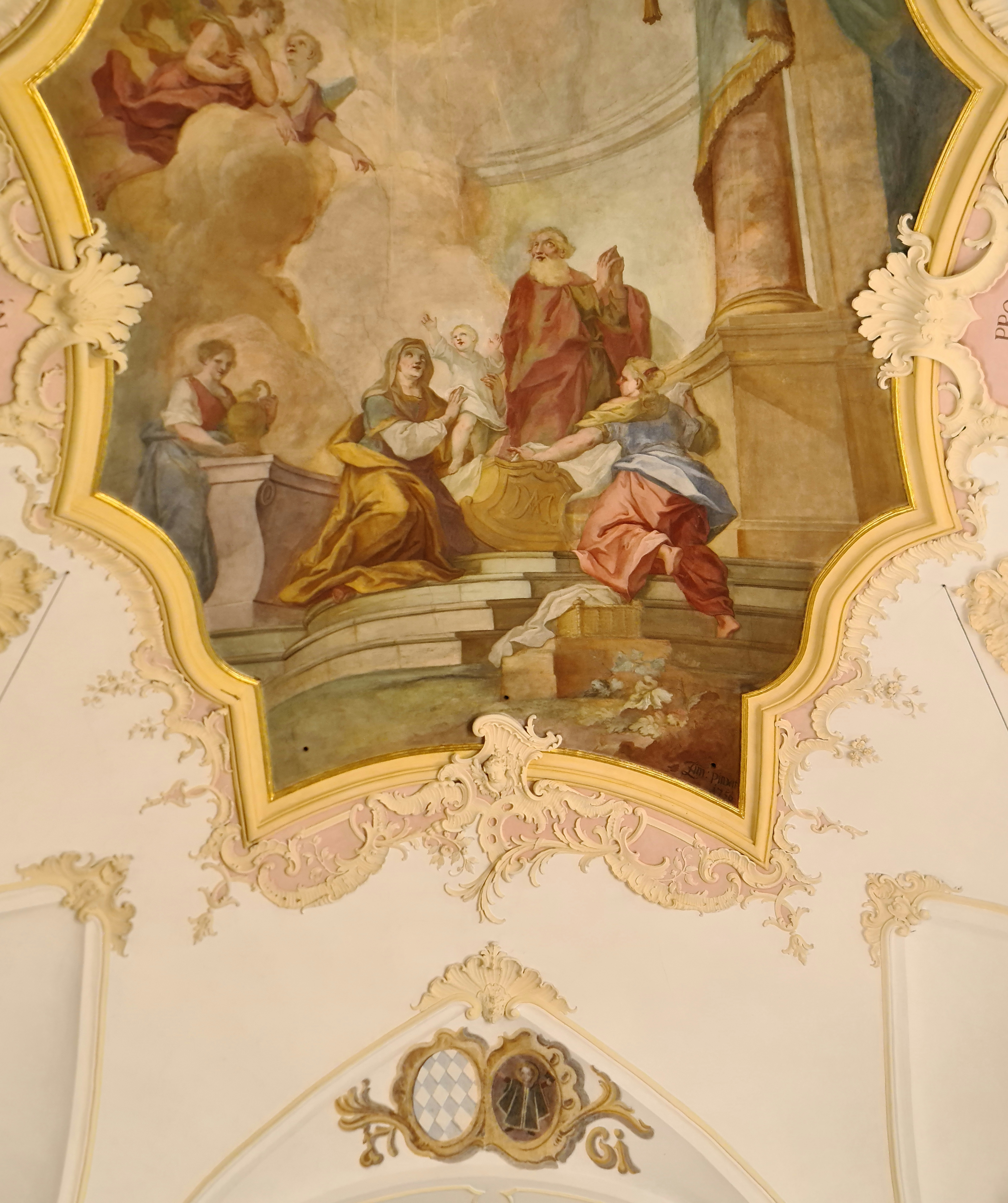
Deckenfresko im Langhaus

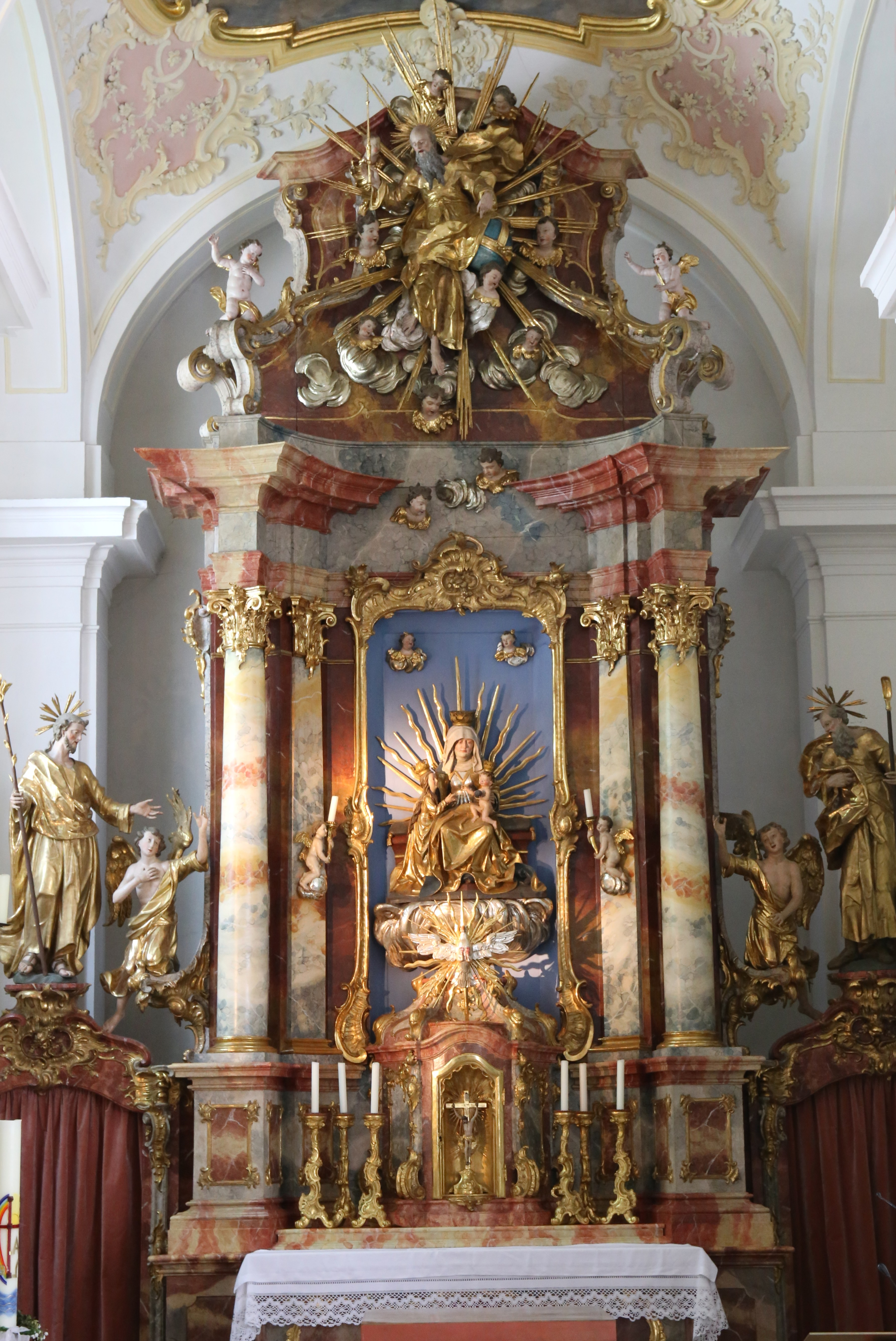
Der Hochaltar mit dem Gnadenbild

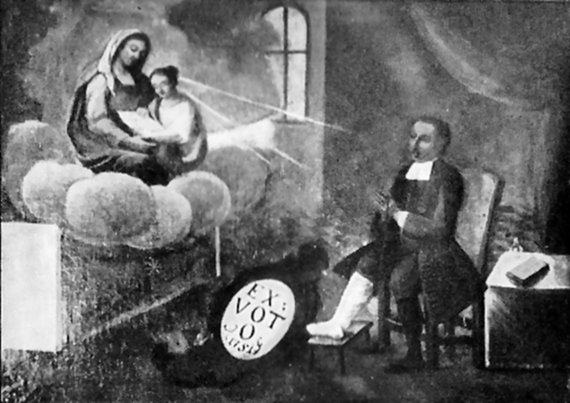
Votivbild aus dem Jahr 1751

### Lage- und Baubeschreibung
Von der Harlachinger Straße gelangt man etwas oberhalb der Kehre über einen kurzen Fußweg entlang einer unverputzten Steinmauer zum Torbogen des Friedhofs, dessen Gitter von Karl Beck stammt.
In der Mitte des kleinen Friedhofs liegt der Kirchenbau, der im Wesentlichen aus einem nach Osten gelegenen, gedrungenen Chorturm auf etwa sieben Mal sieben Meter messender quadratischer Grundfläche besteht, an den sich nach Westen zur Hangkante hin ein einschiffiges Langhaus auf einem Grundriss von etwa elf Mal acht Metern anschließt. Das verputzte und ockergelb gestrichene Backstein-Mauerwerk der Fassade wird durch weiß gehaltene Gliederungselemente wie Ecklisenen, Dachgesimse, Fenster- und Türrahmungen aufgelockert. Die nahezu fensterlose östliche Front weist den Besucher entlang der von drei hohen Segmentbogenfenstern aufgelockerten Nordwand des Baus zum niedrigen Seiteneingang am Westende der Wand. Das mit roten Ziegeln gedeckte Satteldach bindet über ein Schleppdach auch die südlich dem Chor angefügte Sakristei mit darüber liegendem Oratorium ein und umfasst in einem schmalen Streifen auch den in seiner Bausubstanz mittelalterlichen Chorturm. Der für eine Wallfahrtskirche ungewöhnlich niedrige Turm wird von einem Pyramidendach gedeckt, das vermutlich eine Notlösung darstellt. Ein Gegengewicht zum Turm bildet das der Westfassade vorgebaute polygonale Treppenhaus, das zur Orgelempore und zum Dachstuhl führt.

### Deckengewölbe und Fresken
Die Wände der Kirche werden durch einfache Pilaster gegliedert, die im Langhaus ein bis zu 8,50 Meter hohes Tonnengewölbe mit Stichkappen, im Chor eine Flachkuppel tragen.
Die Stuckierung und die beiden Deckenfresken im Langhaus und im Chor, die sich jeweils auf die Gewölbezone beschränken, sind Arbeiten aus der Werkstatt Johann Baptist Zimmermanns und stammen wahrscheinlich von seinem Sohn und Schüler Franz Michael Zimmermann. Die aus Pflanzen- und Muschelformen kombinierten, sparsam eingesetzten Stuckornamente und die Agraffen an den Stichkappenspitzen heben sich in blassem Gelb vom graugrünen Untergrund ab.
Das hochformatige, einansichtige Deckenfresko des Langhauses zeigt in einem theatrum sacrum die Geburt der „Gottesmutter“ Maria: Anna und Joachim empfangen das Töchterchen Maria (mit Sternenkranz) als Geschenk Gottes. Eine Magd links im Bild unter zwei von einer Wolke herabblickenden Engeln bringt Badewasser, während eine zweite Magd in Rückenansicht rechts im Bild die Wiege für das Kind bereitet. Die lateinische Inschrift in den beiden das Fresko seitlich umfassenden Stuckkartuschen zitiert aus dem Ave Maria: „PRO NOBIS ORA“ – „IN MORTIS HORA“ („Bitte für uns“ – „In der Stunde unseres Todes“).
Im Kuppelfresko des Altarraums im Chor thronen die Eltern Mariens dem irdischen Dasein entrückt auf den Wolken. Mutter Anna ist mit Buch und Opfertauben, Vater Joachim mit Hirtenschippe dargestellt, flankiert werden sie von Cherubenpaaren in den Zwickelkartuschen.

### Altäre und weitere Kunstwerke
Zwei schräg gestellte Seitenaltäre im Chorbogen lenken den Blick auf den Hochaltar, dessen Gnadenbild aus der Zeit um 1500 stammt und als farbig gefasstes Schnitzwerk die heilige Anna selbdritt darstellt. Das alte Bildwerk wurde nachträglich harmonisch in einen Rokokorahmen eingefügt. Die Bildrahmungen der Seitenaltäre gehen, wie möglicherweise auch der Hochaltar und die in ein Fenster hineinkomponierte Kanzel mit vergoldeten Engeln am Kanzelkorb, auf einen Entwurf von Ignaz Günther zurück, der sich heute im Germanischen Nationalmuseum in Nürnberg befindet, sie wurden jedoch von einem unbekannten Münchner Meister vereinfacht ausgeführt. Dennoch zählen sie nach Norbert Lieb „zu den vorzüglichsten Schnitzwerken des Rokoko“.
Der rechte Seitenaltar wurde 1757 durch das St.-Anna-Bündnis in Auftrag gegeben. Das Altarbild zeigt Anna und Maria beim Lesen der Bibel, der prächtige Rokokorahmen mit den herrschaftlichen Attributen (zwei Löwen, das bayerische Kaiserwappen mit der Collane des Georgsritterordens, Reichsinsignien und Reichskrone) wurde von Kurfürst Karl Albrecht gestiftet, der unter dem Namen Karl VII. von 1742 bis 1745 Kaiser des Heiligen Römischen Reiches war und aus Dankbarkeit für die Geburt des Kurprinzen Max Joseph die drei Annenkirchen in München, im Lehel und in Harlaching großzügig förderte. In der Predella des Altars befindet sich eine Rokokomonstranz mit Reliquien des heiligen Bonifatius.
Der linke Seitenaltar, dessen Predella von einer ausdrucksvollen Barock-Pietà geziert wird, ist dem heiligen Joachim gewidmet, das Altarbild ist ebenfalls von einem reichen, wenn auch künstlerisch weniger ausgearbeiteten Rahmen umgeben. Die Buchstaben J und A in den Strahlengloriolen über den Altarauszügen weisen wieder auf die Kirchenpatrone Joachim und Anna hin.
Auf den Bögen der Durchgänge links und rechts stehen Statuen des Hl. Joachim als Hirte und des Hl. Joseph mit blühendem Stab, außerdem kniende Engel auf Rocaillesockeln. Im Auszug des Hochaltars thront Gott Vater umgeben von neun Engelschören.
Aus der Blütezeit der Anna-Wallfahrt im 18. Jahrhundert sind drei Votivbilder erhalten, die darauf schließen lassen, dass zu jener Zeit das kleine Altarbild des rechten Seitenaltars Anna lehrt ihre Tochter Maria das Lesen in der Bibel als Gnadenbild angesehen wurde, denn sie nehmen alle das Motiv von Mutter und Tochter beim Lesen der Bibel aus dem Altarbild als Bildzitat auf. Im Zusammenhang mit den Wallfahrten ist im Kirchenschatz auch eine Annahand bewahrt, das ist eine Wachskopie der rechten Hand der Heiligen, die in Wien aufbewahrt sein soll. Aus dem Jahr 1797 stammen zwei große Votivkerzen, die am Chorbeginn aufgestellt sind.
Die Kirchenbänke, der Beichtstuhl, der „Geißelheiland“, die Figur „Christus in der Rast“ sowie das Vorhallengitter stammen aus der Umgestaltungsphase am Ende des 18. Jahrhunderts, das versilberte ewige Licht dagegen ist schon in die Ära des Klassizismus zu datieren.

### Orgel
Die Orgel mit zwei Manualen und Pedal von Hubert Sandtner stammt aus dem Jahr 1979. Sie verfügt über Schleifladen und mechanische Spiel- und Registertrakturen.
Sie hat folgende Disposition:
| I Hauptwerk C–g3 |        |  |
| Gemshorn         | 08′    |  |
| Principal        | 04′    |  |
| Querflöte        | 04′    |  |
| Sifflöte         | 01 ⁄3′ |  |
| Mixtur III–IV    | 01 ⁄3′ |  |

| II Positiv C–g3 |     |  |
| Holzgedeckt     | 08′ |  |
| Rohrflöte       | 04′ |  |
| Sesquialter II  |     |  |
| Principal       | 02′ |  |
| Tremulant       |     |  |

| Pedal C–f1 |     |  |
| Pommer     | 16′ |  |
| Pommer     | 08′ |  |
| Fagott     | 08′ |  |

- Koppeln: II/I, I/P

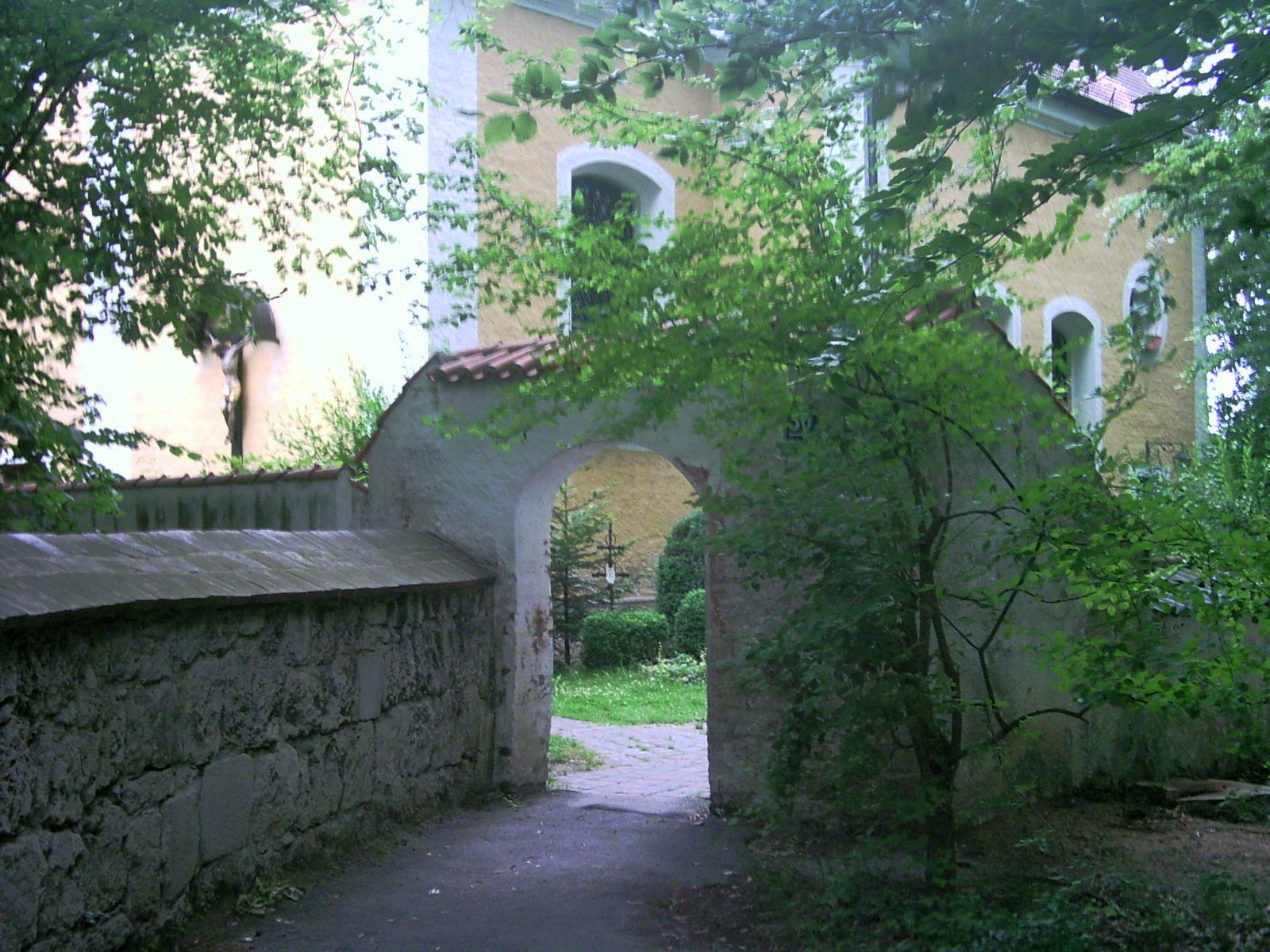
Weg zum Friedhofstor
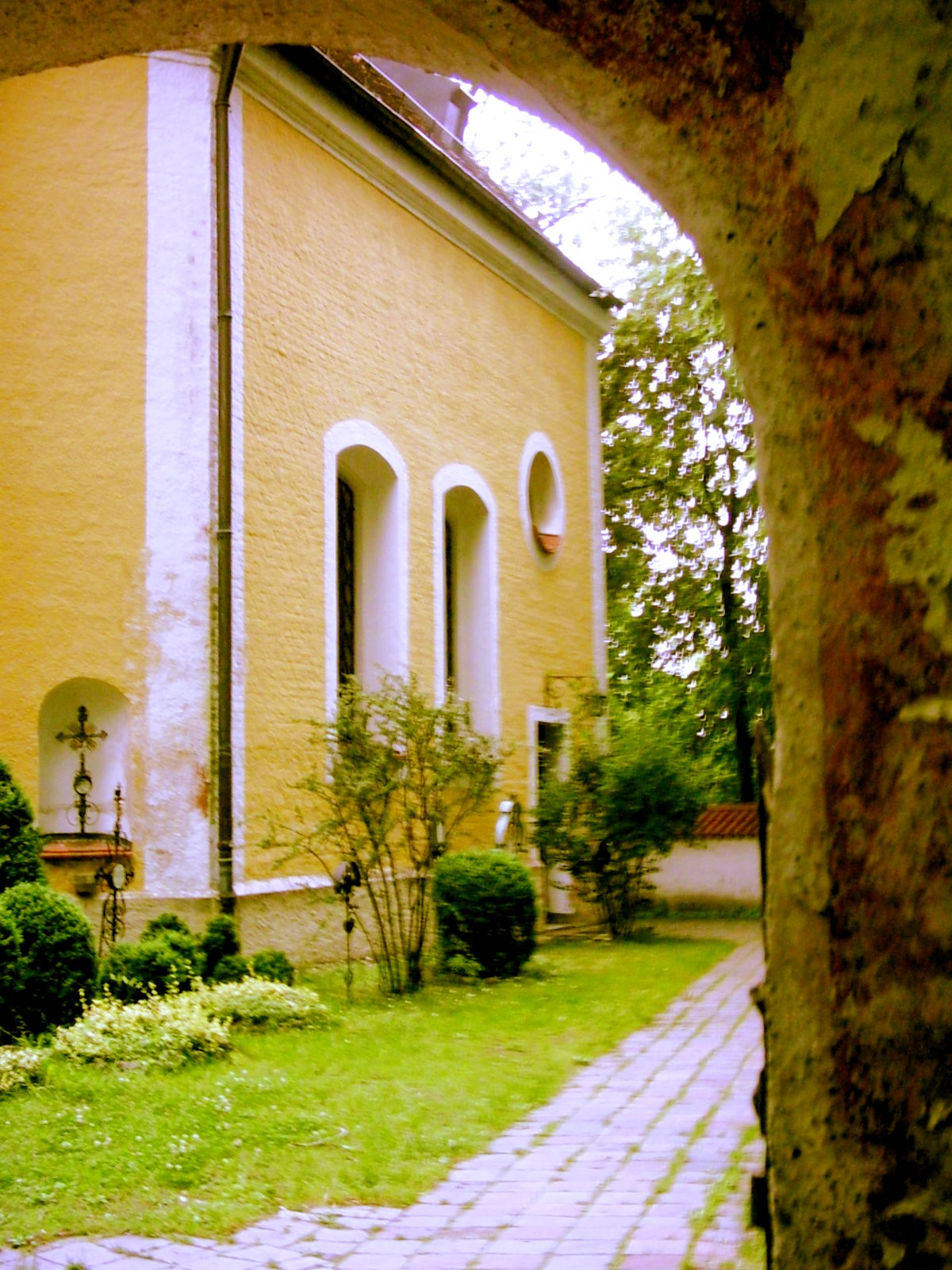
Blick durch das Friedhofstor
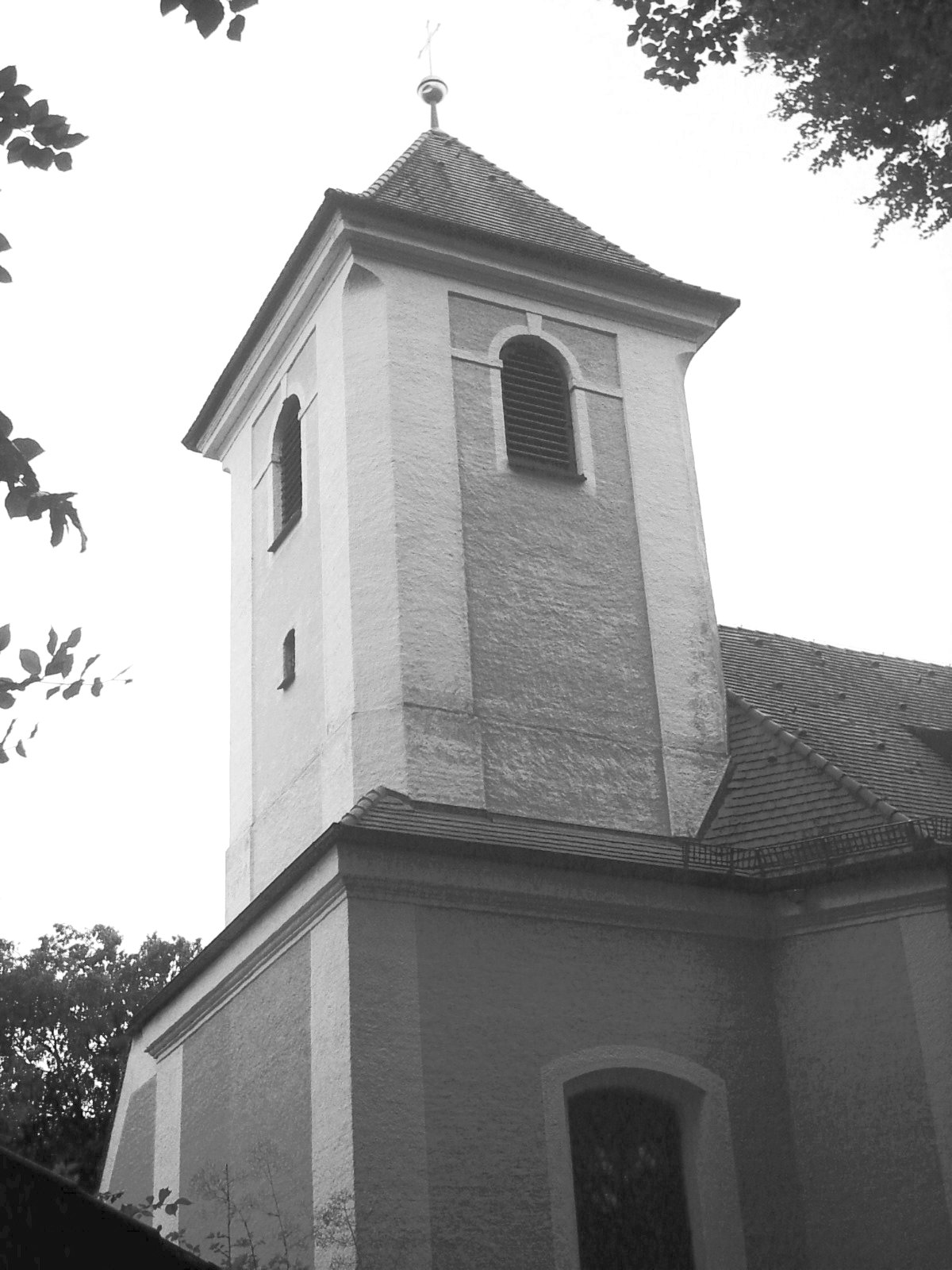
Der Turm von St. Anna Harlaching
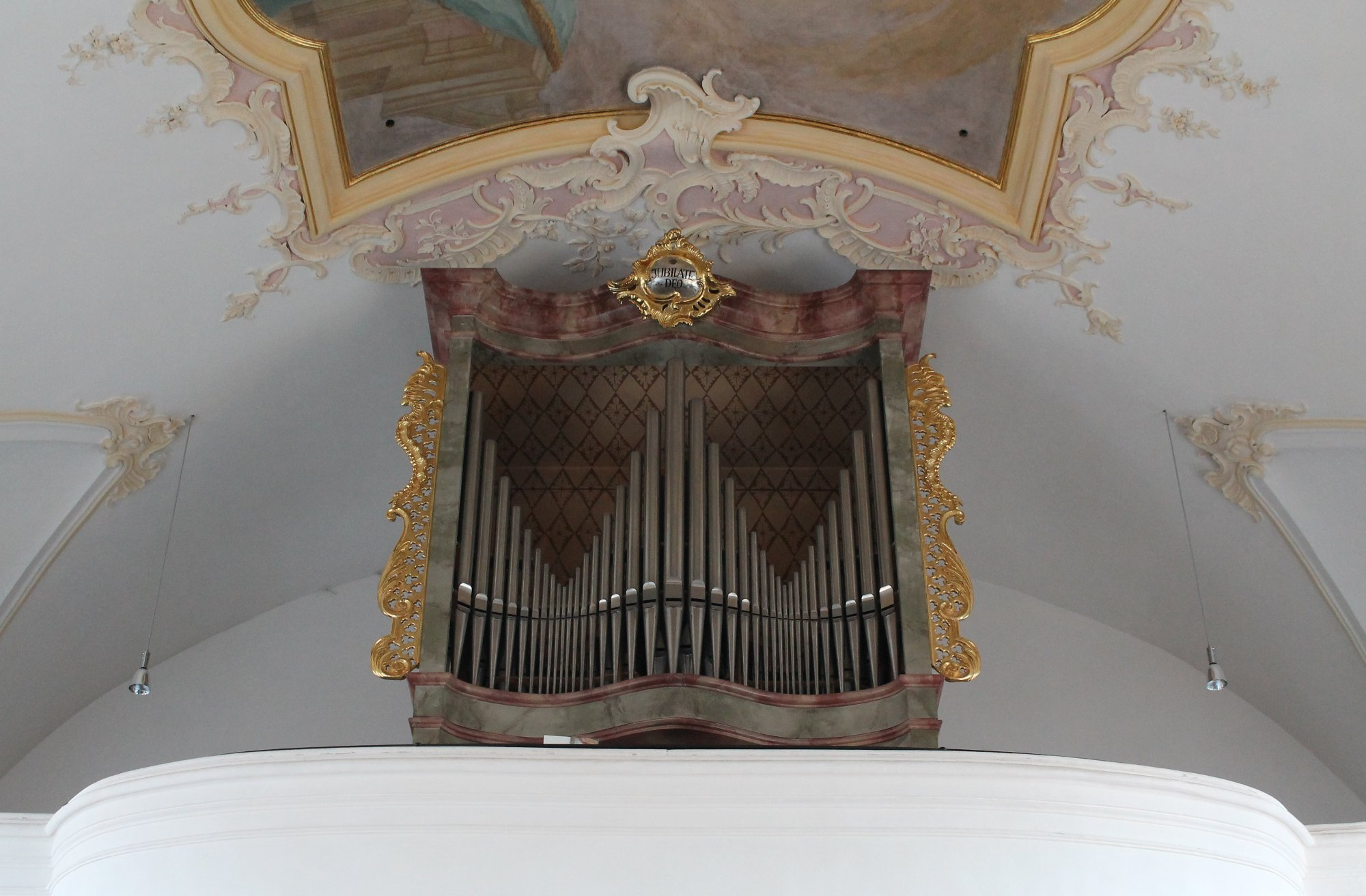
Orgelprospekt

### Glocken
Im Turm hängen zwei historisch äußerst wertvolle und bedeutende Bronzeglocken aus dem 17. Jahrhundert mit Schlagtönen c2 - g2 

## Geschichte

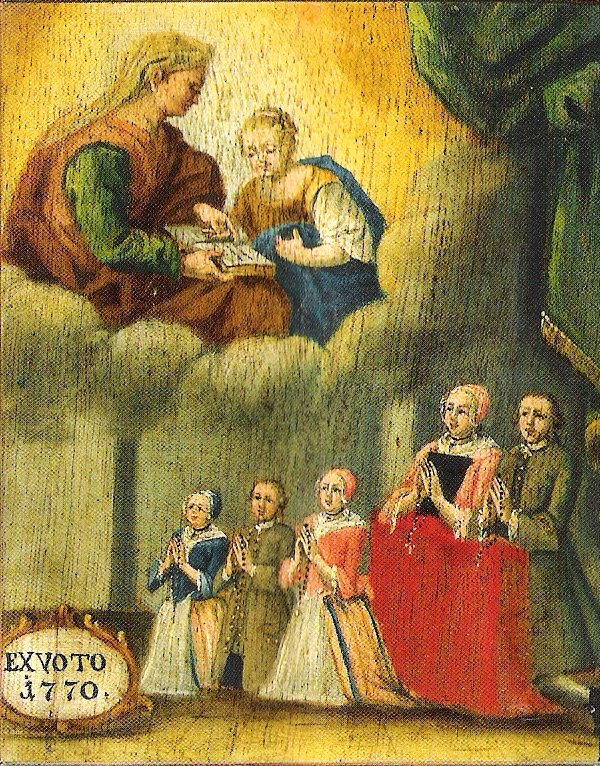
Votivbild aus dem Jahr 1770

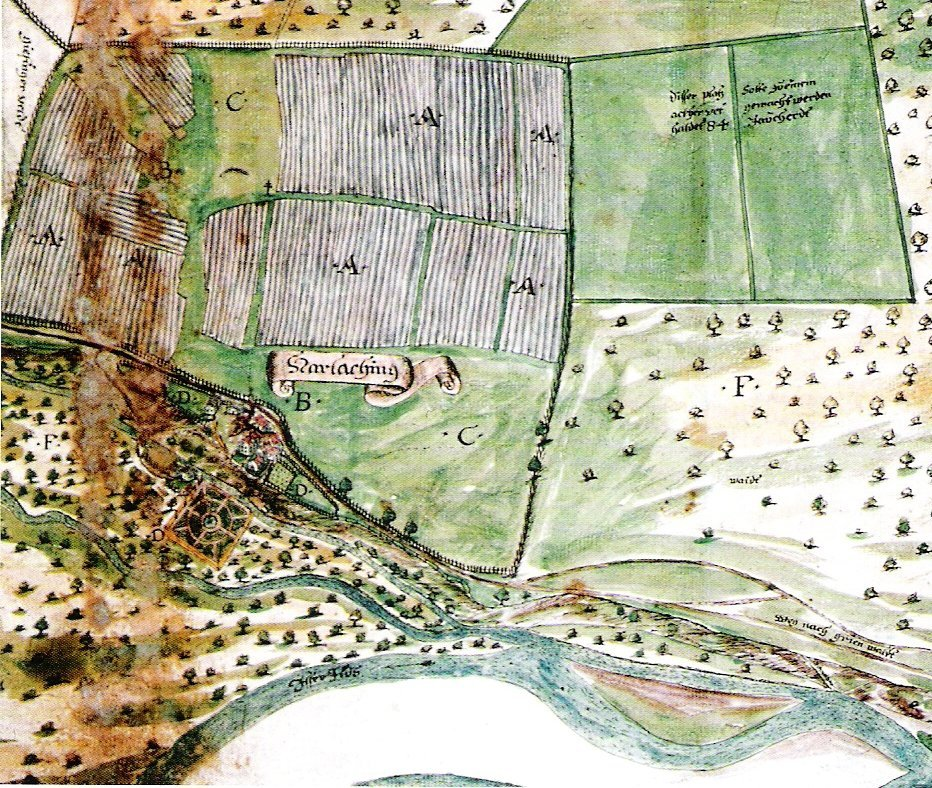
Das Dorf Harlaching um das Kircherl auf einer Karte von Mattias Paur (1700, Ausschnitt)

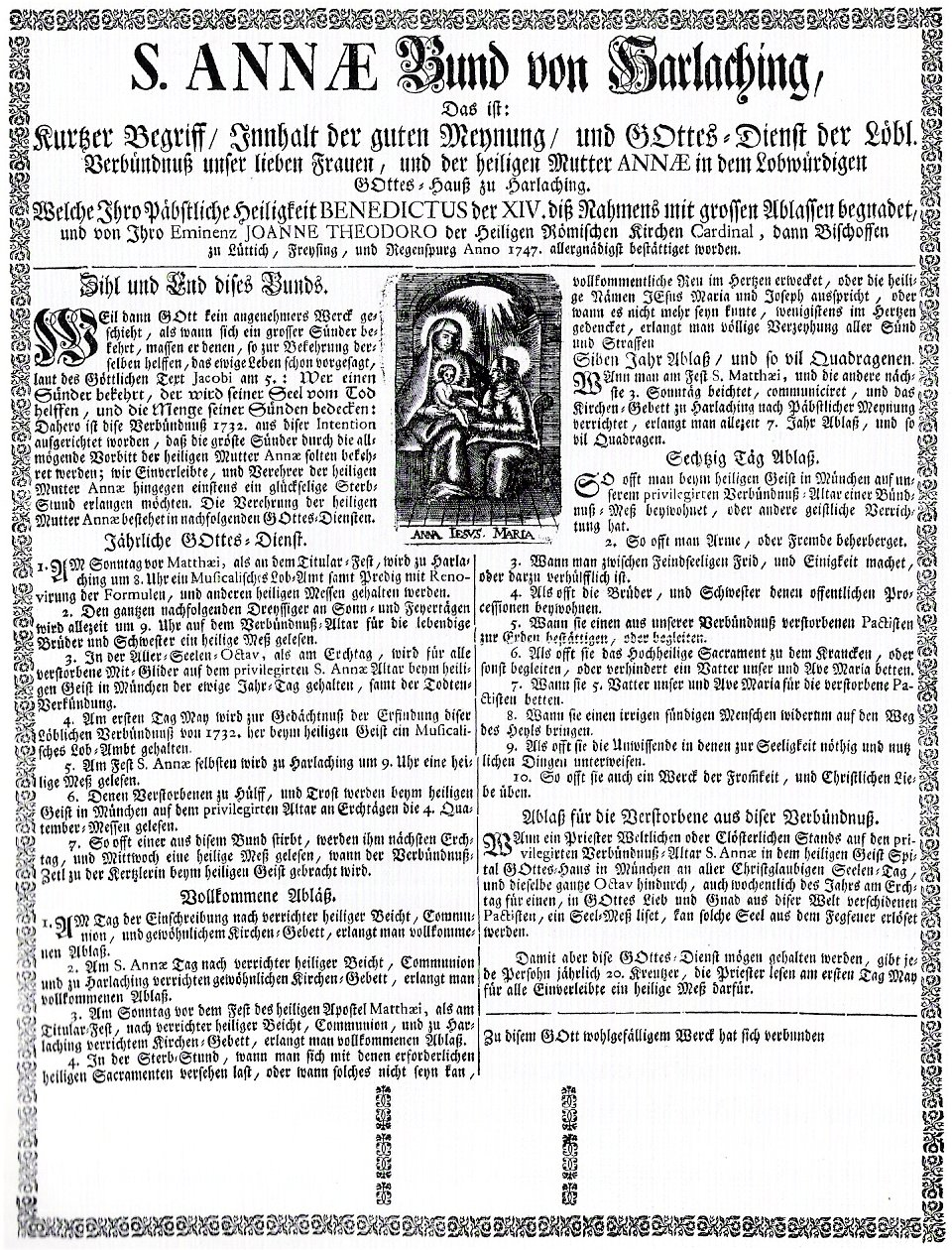
Ablassbrief „S. ANNAE Bund von Harlaching“, 1747

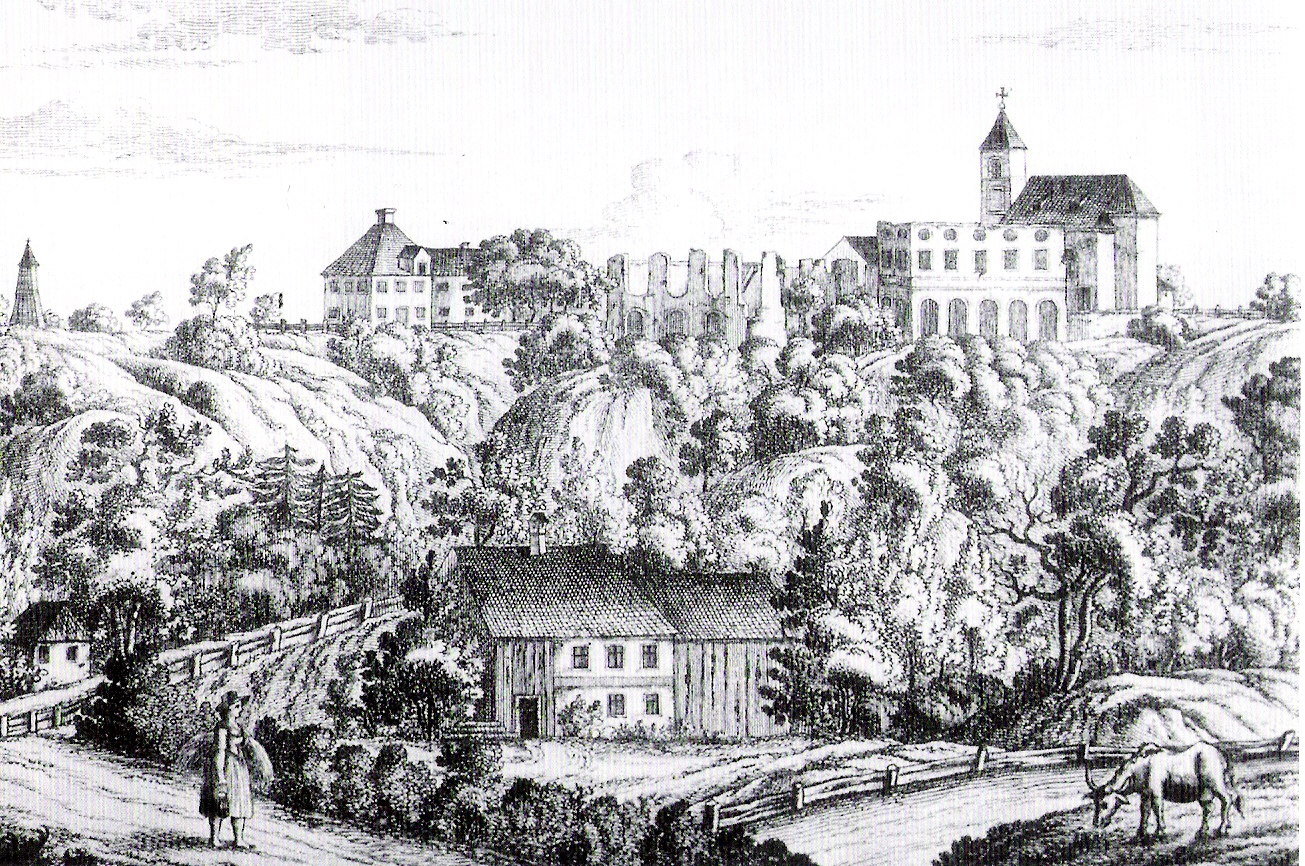
Das Anna-Kircherl mit der Ruine des 1796 abgebrannten Harlachinger Schlosses

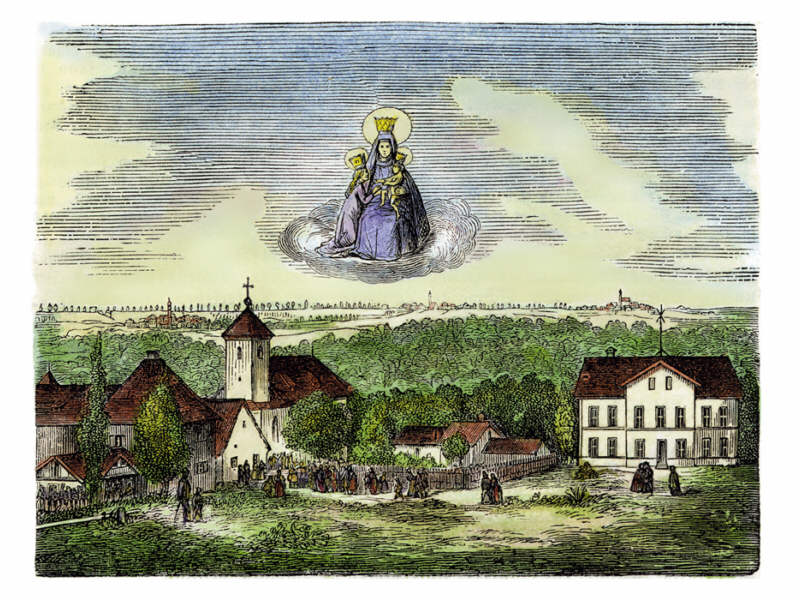
St.-Anna-Wallfahrt, Darstellung aus dem 19. Jahrhundert

### Gründungssage
Nach einer alten, allerdings nicht verbürgten, Überlieferung unklarer Herkunft wurde das Kirchlein von einem reichen Adeligen als Zeichen der Reue gestiftet. Die Sage berichtet, der Mann habe sich in ein schönes Mädchen aus dem Münchner Judenviertel verliebt und dieses überredet, auf seinen Landsitz nach Thalkirchen zu ziehen. Nach einigen glücklichen Monaten habe der Patrizier die junge Frau jedoch wegen einer anderen verlassen, woraufhin diese sich aus Verzweiflung in der nahe gelegenen Isar ertränkt habe. Um seine Schuld zu sühnen, habe der Adlige daraufhin das Kirchlein bauen lassen. Die Seele der Selbstmörderin soll noch bis heute nachts als zartes blaues Licht die Kirche umgeistern und späte Spaziergänger erschrecken.

### Bau- und Kirchengeschichte
Erstmals schriftlich verbürgt ist der Bau 1186 als eine dem Kloster Tegernsee zugehörige Kirche. In einer Beschreibung des Bistums Freising von 1315 wird die Kirche dann als Filialkirche von St. Georg in Unterbiberg erwähnt.
Auf den Beginn des 16. Jahrhunderts ist die Entstehung des Gnadenbildes der Anna selbdritt zu datieren. In einer weiteren Freisinger Matrikel aus dem Jahr 1524 wird dann erstmals die heilige Anna als Kirchenpatronin schriftlich genannt. 1527 wurde die Kirche durch die Wittelsbacher angekauft und gelangte dadurch in herzoglichen, später kurfürstlichen Besitz.
Im Dreißigjährigen Krieg (1632) wurde die Kirche durch schwedische Truppen geplündert und schwer beschädigt, 1653 dann wieder aufgebaut. 1678 erhielt der Bau zwei neue Glocken aus der Werkstatt von Johann Kippo, der 1665 bereits die „Elferin“ für den Alten Peter in München gegossen hatte.
Im Jahre 1707 findet sich die erste Erwähnung des St.-Anna-Dreißigers, eines Ablasses, zu dem jährlich ab dem 15. September an dreißig aufeinanderfolgenden Tagen Gottesdienste gehalten wurden. Der von der, 1853 mangels Mitgliedern aufgelösten, Bruderschaft St.-Anna-Bündniß getragene St.-Anna-Dreißiger begründete die bin in unsere Tage stattfindende Wallfahrt zu Ehren der Kirchenpatronin.
Im 18. Jahrhundert bildete die Kirche mit dem kurz nach 1700 durch Freiherr Max Christoph von Mayr nach Plänen von Enrico Zuccalli erbauten Schloss Harlaching ein gemeinsames Ensemble. Aus dem Jahr 1751 sind Überlegungen zum Neubau der baufälligen Kirche unter Beibehaltung von Teilen der mittelalterlichen Choranlage belegt. 1753 genehmigte dann der Geistliche Rat einen Kirchenneubau unter Verwendung des gotischen Turmes. Der Neubau wurde zwischen 1753 und 1761 von einem unbekannten Baumeister ausgeführt. Die früher geäußerte Vermutung, der Hofbaumeister Johann Michael Fischer habe den Neubau federführend geleitet, lässt sich nach heutigem Kenntnisstand ausschließen. Bei der Plünderung durch die Franzosen und beim Brand des Schlosses 1796 blieb die Kirche verschont.

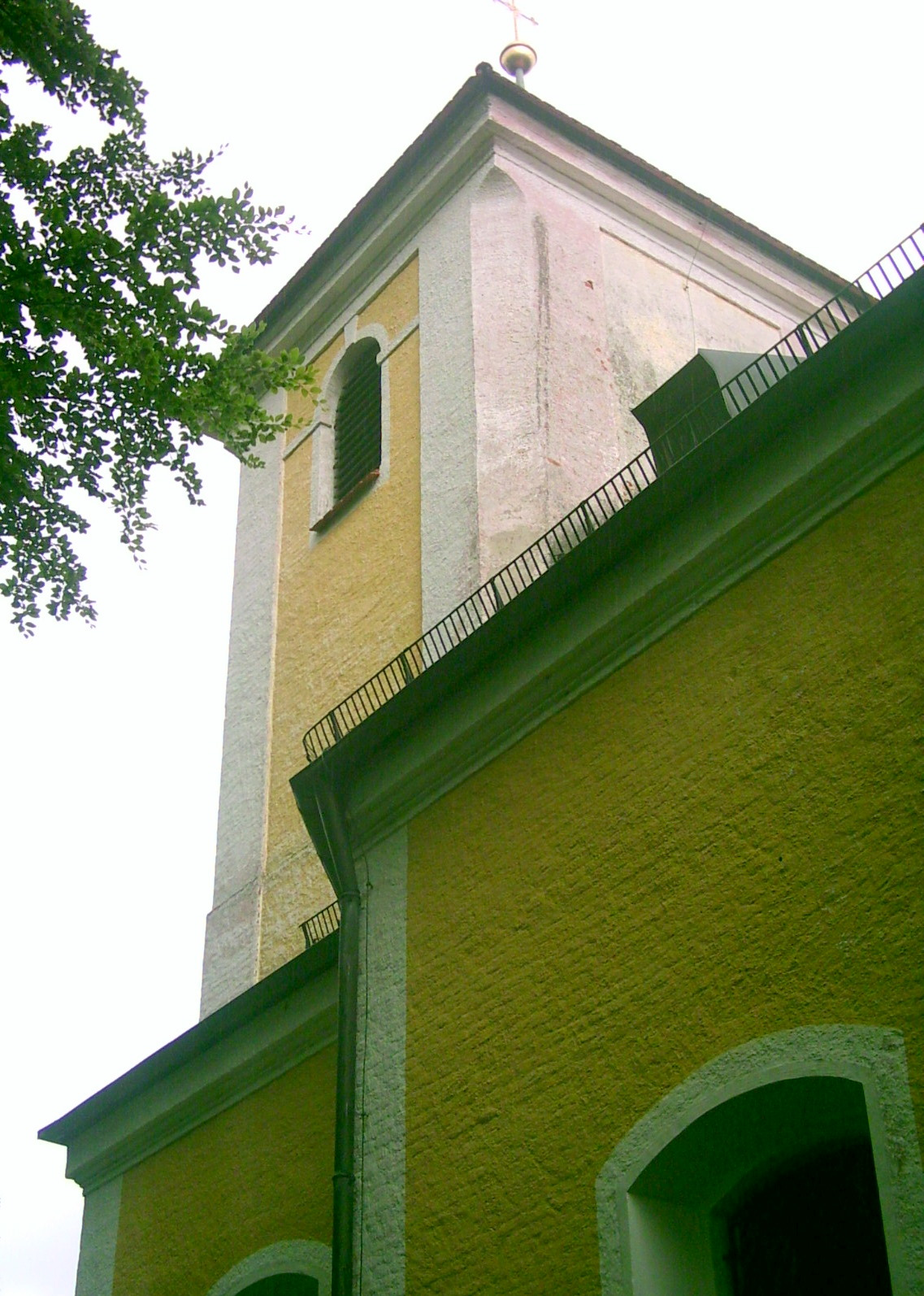
Detailansicht des Turmes
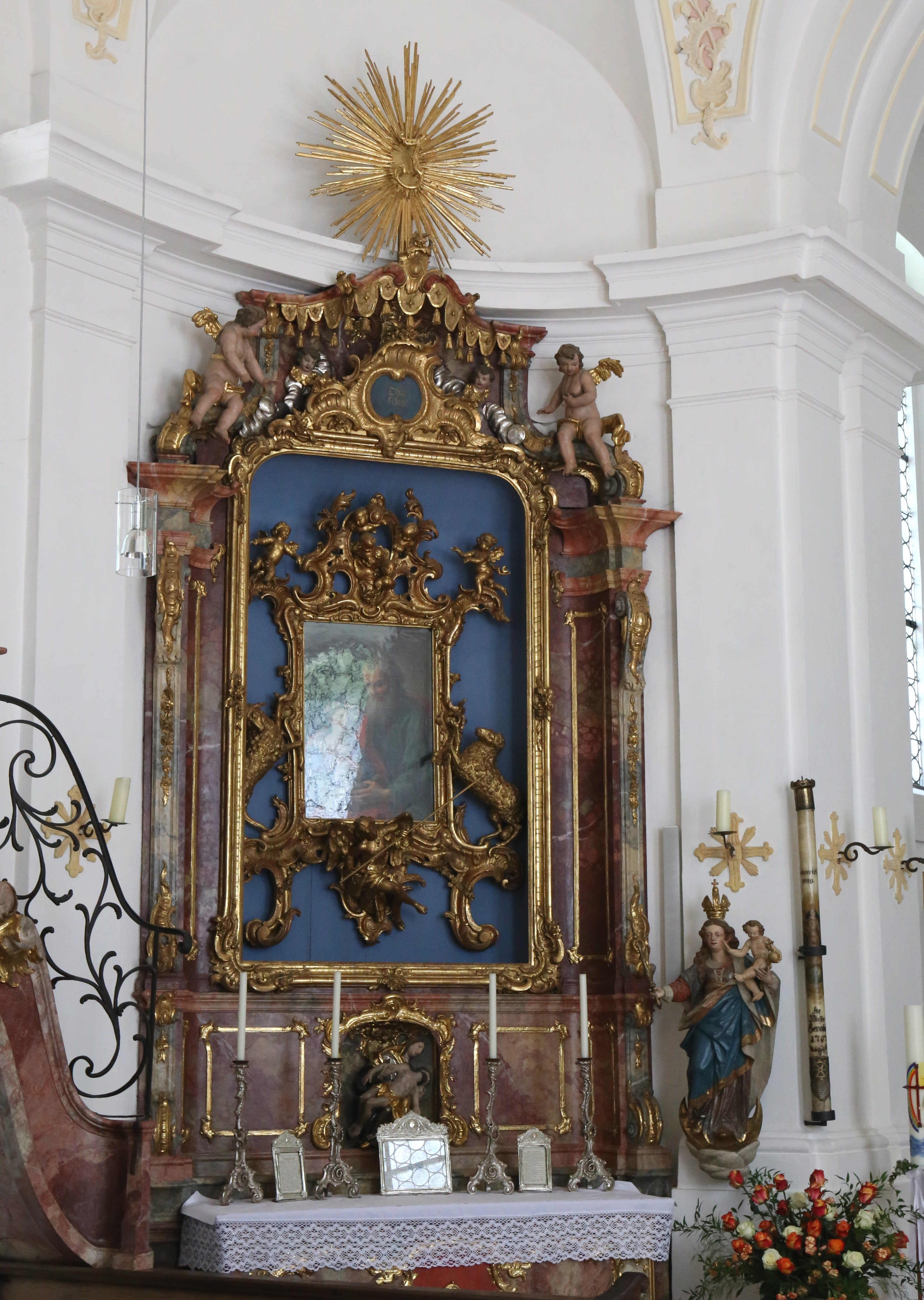
Der linke Seitenaltar

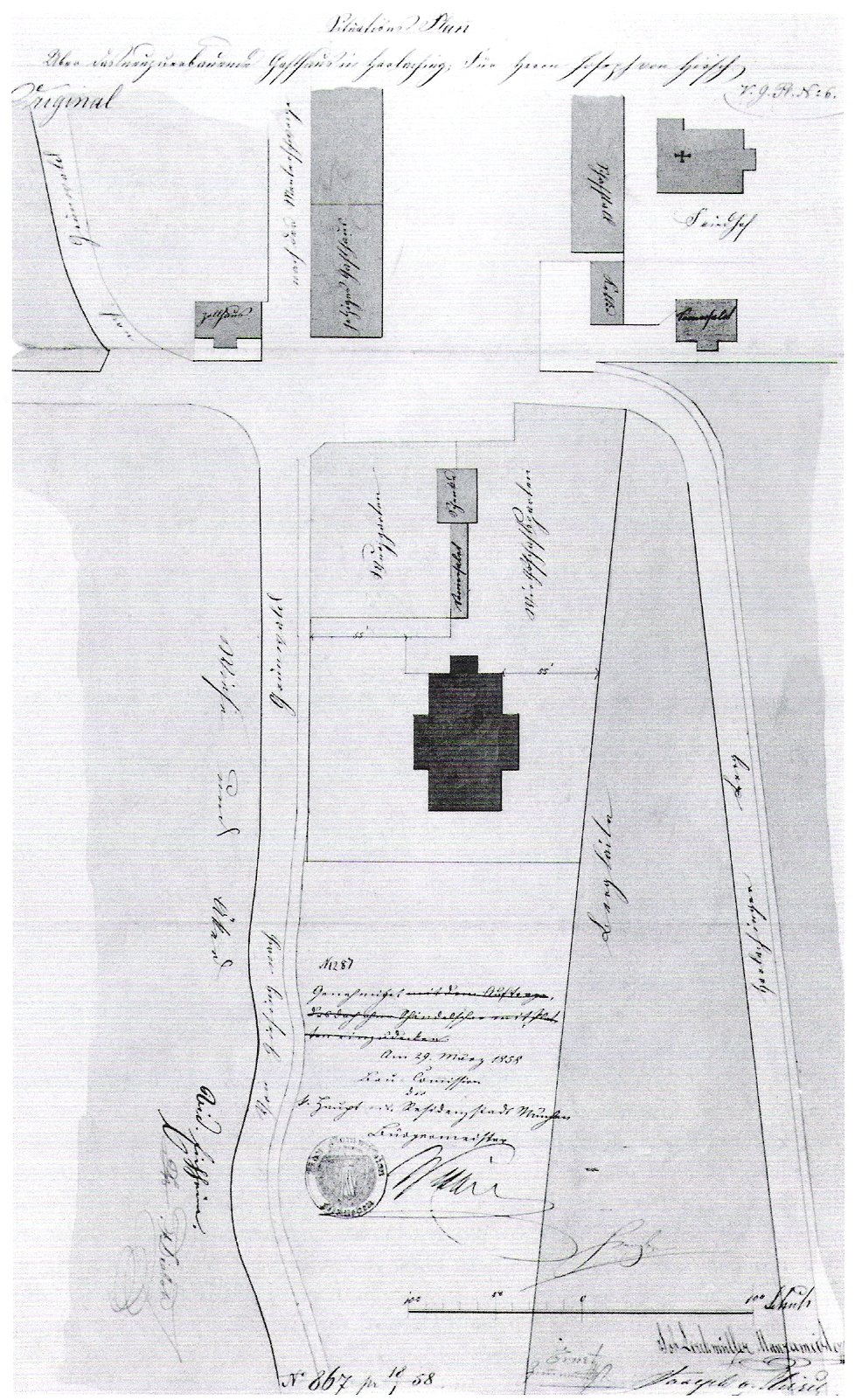
Situationsplan des Gasthauses Harlaching mit St.-Anna-Kircherl 1858

Nach der Säkularisation wurde St. Anna zunächst der Pfarrei Maria Hilf in der Au unterstellt, ab 1830 war sie Filialkirche von Heilig Kreuz in Giesing. Seit 1913 finden in der Kirche Sonn- und Feiertags wieder regelmäßig Gottesdienste statt. 1925 wurde St. Anna Kuratiekirche von Neu-Harlaching. Mit Gründung der Pfarrei Heilige Familie 1931 wurde das Annakircherl dann dieser zugeordnet. Eine Renovierung im Jahr 1933 beseitigte Spuren einer wenig geglückten Erneuerung aus dem Jahr 1899, bei welcher die Kirche auch mit fünf Glasfenstern der Firma Bockhorni, München, ausgestattet worden war. 1937 erhielt die Kirche als Stiftung eine Holzstatue der Mater Dolorosa, die sich in der Sakristei befindet.
Während des Zweiten Weltkriegs wurde das Dach der Kirche bei einem Luftangriff in der Nacht vom 6. zum 7. September 1943 von Brandbomben getroffen. Die nahen Ökonomiegebäude brannten aus und bedrohten die Kirche zusätzlich. Der damalige Kaplan konnte mit Hilfe einiger Männer aus der Nachbarschaft das brennende Dach löschen.
1948 wurde aus der Kirche eine Monstranz gestohlen. Im Jahr 1959 erfolgte eine gründliche Innenrestaurierung durch Karl Eixenberger unter Leitung des Bayerischen Landesamts für Denkmalpflege. Dabei wurde das feuchte Mauerwerk trockengelegt und die ursprüngliche Farbfassung des Innenraums rekonstruiert. Die Fenster wurden durch die Firma Grün aus Taufkirchen mit rundverbleiten Scheiben neu verglast. Im Jahr darauf wurde die Kirche bei einer Außenrenovierung in Rosa und Weiß gestrichen, der Turm erhielt einen neuen Knauf mit Kreuz.

1968 erhielt die Kirche als Stiftung eine Holzstatue der Patrona Bavariae. Im „Olympiajahr“ 1972 und 1973 erfolgte eine Erneuerung des Dachstuhls, der anschließend mit „Kirchenbibern“ eingedeckt wurde, 

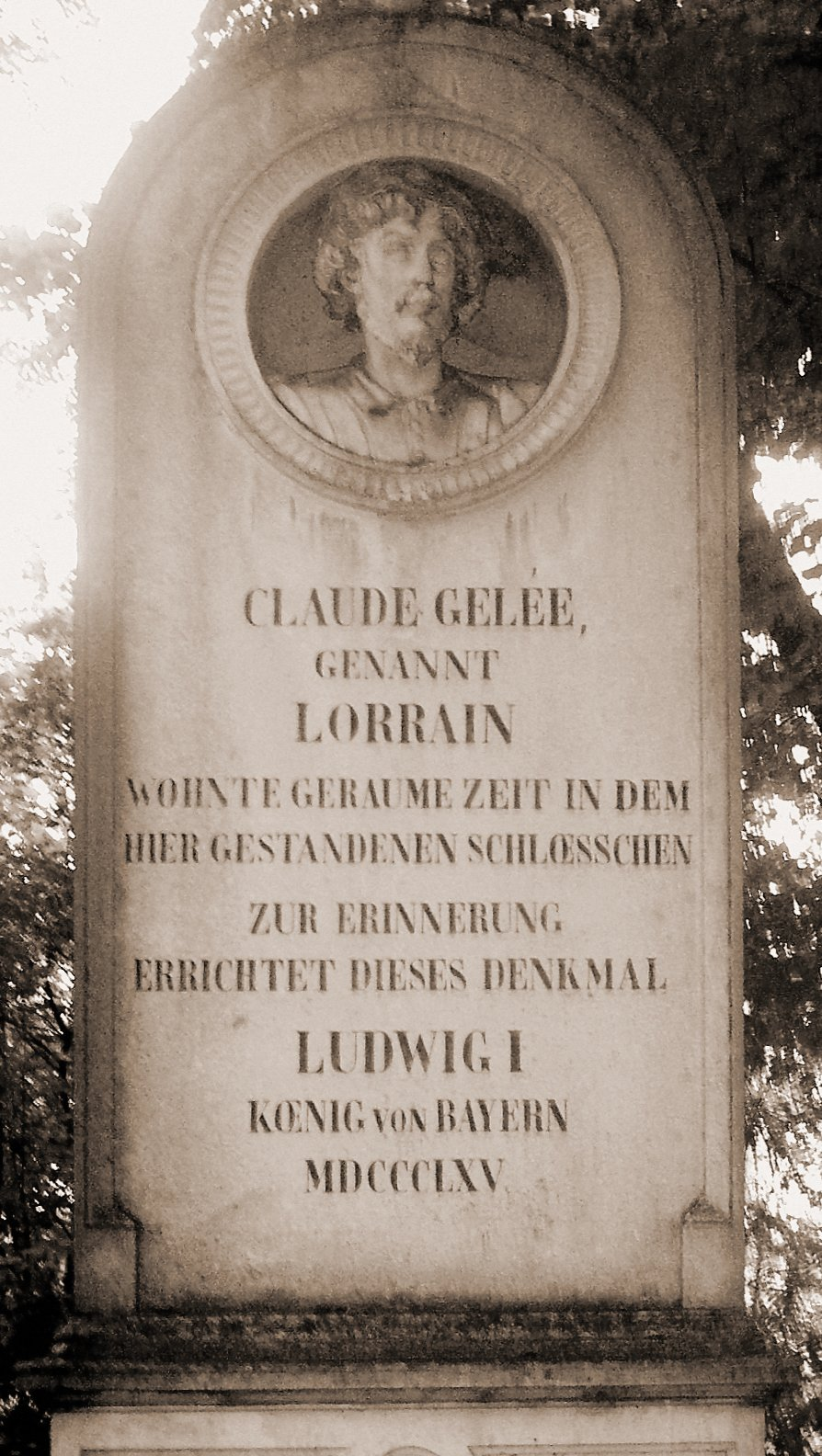
Das 1865 von König Ludwig I. gestiftete Denkmal für Claude Lorrain vor der Kirche

und die Kirche erhielt ihren heutigen, nach Kratzproben an der ursprünglichen Farbgebung orientierten Anstrich in Ocker und Weiß.
1976 wurde die östliche Friedhofsmauer neu errichtet. 1982 brannte die Kirche, höchstwahrscheinlich nach Brandstiftung an der Sakristei, eine komplette Innenrenovierung war erforderlich und wurde in Folge durchgeführt. 1989 wurde die westliche Friedhofsmauer erneuert und mit Stahlnägeln in der Nagelfluhplatte verankert. In den 1990er Jahren wurde das Grundstück östlich des Friedhofs bebaut, wodurch die freie Ansicht auf das Kircherl von Osten und Süden (Lindenstraße), wie sie beispielsweise auf dem Kirchenführer von 1973 noch dokumentiert ist, nicht mehr möglich ist.

## Ergänzendes

### Claude-Lorrain-Denkmal
1865 stiftete der bayerische König Ludwig I. ein Denkmal für den französischen Maler Claude Lorrain, das heute sogenannte Claude-Lorrain-Denkmal. Das Denkmal ließ er von Johann von Halbig als Relief in einem Medaillon eines marmornen Gedenksteins ausgeführte Büste des Malers nördlich der Kirche am Ort der abgetragenen Ruine des früheren Schlösschens aufstellen.

### St. Anna im Logo einer Schützengesellschaft
Die 1928 gegründete „Schützengesellschaft Harlaching-Waldperlach e. V.“ führt das St.-Anna-Kircherl im Vereinslogo, eine Abbildung der Kirche ist auf der Vereinsfahne und einer Schießscheibe dargestellt.